# François Christophe Kellermann
François-Étienne-Christophe Kellermann, întâiul duce de Valmy (n. 28 mai 1735, Strasbourg, Franța – d. 23 septembrie 1820, Paris, Franța), a fost un general francez al perioadei războaielor revoluționare, cunoscut mai ales datorită bătăliei de la Valmy, unde a înregistrat o victorie cu consecințe importante împotriva prusacilor. În 1804 a devenit Mareșal al Franței (onorific). Nu a jucat un rol important în timpul războaielor napoleoniene. A fost tatăl faimosului general de cavalerie François Étienne Kellermann și bunicul diplomatului François Christophe Edmond Kellermann.